# Axel Ngando
Axel Ngando (Asnières-sur-Seine, 13 juli 1993) is een Frans-Kameroens voetballer die bij voorkeur als offensieve middenvelder speelt. Ngando tekende in 2015 voor SC Bastia. Hij stroomde daarvoor in 2013 door vanuit de jeugd van Stade Rennais. Dat verhuurde hem gedurende het seizoen 2014/15 uit aan Angers SCO. Daarvoor werd hij nog uitgeleend aan AJ Auxerre.

## Clubcarrière
Ngando komt uit de jeugdopleiding van Stade Rennais. Op 2 februari 2013 debuteerde hij in de Ligue 1 tegen Lorient. Hij verving na 90 minuten Romain Alessandrini. Eén minuut later scoorde hij de gelijkmaker voor zijn team. De wedstrijd eindigde op 2-2. Stade Rennais won een punt dankzij het doelpunt van debutant Ngando. In de resterende wedstrijden van het seizoen mocht hij nog driemaal invallen. In het seizoen seizoen 2013/14 werd hij uitgeleend aan AJ Auxerre. In 2015 werd hij uitgeleend aan Angers SCO, waarmee hij promoveerde naar de Ligue 1. In de zomerperiode van 2015, ter voorbereiding op seizoen 2015/16, tekende hij bij SC Bastia. Sinds juli 2017 komt hij uit voor het Turkse Göztepe.

## Erelijst
Frankrijk onder 20
- WK onder 20

2013